# Dárcy Vera
Dárcy da Silva Vera (Indiaporã, 10 de abril de 1967) é uma radialista e política brasileira, sem partido desde 2017. Em 2008 foi eleita a primeira mulher prefeita de Ribeirão Preto. Em 2012 Dárcy foi reeleita, sendo a primeira chefe do executivo municipal ribeirão-pretano a conseguir o feito.
Porém, em 2 de dezembro de 2016 foi preventivamente presa pela Polícia Federal e afastada do cargo pelo Tribunal de Justiça de São Paulo, não concluindo assim o seu segundo mandato.

## Vida pública
Foi eleita por quatro oportunidades vereadora da cidade de Ribeirão Preto. Em 2006 foi eleita deputada estadual com 140 702 votos, sendo, na época, a deputada estadual mais bem votada do país.

## Eleição a prefeitura de Ribeirão Preto
Nas eleições de 2008 foi eleita em primeiro turno prefeita de Ribeirão Preto pelo DEM, obtendo 154 793 votos, com percentual de 52,04% dos votos válidos. Assim, tornou-se a primeira prefeita mulher da história da cidade.

## Governo
Seus principais feitos foram a UPA (Unidade de Pronto Atendimento) "24 horas" da Avenida Treze de Maio, as obras contra enchentes nas Avenidas Jerônimo Gonçalves e Francisco Junqueira e o parque linear da Via Norte. Todos projetos custeados com verbas do Governo Federal. Não conseguiu, porém, resolver problemas que se agravaram em sua administração, como a falta d'água crônica em vários bairros, filas imensas nos postos de saúde e questões importantes sobre o transporte público e a coleta de lixo orgânico e reciclado. Também não conseguiu nenhum avanço efetivo em uma de suas maiores promessas de campanha: A Internacionalização do aeroporto Leite Lopes. Em entrevista dada a revista Revide sobre seu primeiro mandato na prefeitura, quando perguntada quais foram as obras mais importantes de seu governo, Dárcy respondeu: ''Destaco o Hospital Santa Lydia. É a primeira vez que Ribeirão Preto tem um hospital municipal. Outro passo foi a implantação do Cidade Limpa, que, até então, todos achavam impossível, inviável. A abertura da rotatória da João Fiusa com a Presidente Vargas foi outra conquista que solucionou um trânsito que há muito tempo incomodava a população. Além disso, a duplicação da Henry Nestlé, que era solicitada pela população há 20 anos, saiu do papel.''

## Reeleição
Lançou sua candidatura a reeleição em 2012 pelo PSD coligada com mais 16 partidos, o que lhe deu expressivos 13 minutos de tempo no horário eleitoral gratuito. Recebendo 140.446 votos no primeiro turno, indo ao segundo com Duarte Nogueira (PSDB), que recebeu 92 076 no primeiro pleito.
No segundo turno, após campanha com disputa muito acirrada, foi reeleita em 28 de outubro de 2012, com 155 265 votos, sendo 51,97% da preferência municipal: A segunda menor diferença entre primeiro e segundo colocados já registrada em eleições para prefeito da cidade.

## Particularidades
Dárcy Vera ficou conhecida em Ribeirão Preto, não só pelo seu trabalho político, mas, também, pelo trabalho desenvolvido como radialista.
Uma das marcas mais conhecidas de Dárcy Vera em Ribeirão Preto, é o uso da cor rosa: carros de campanha, site, blog, roupas, exibem a cor.
Entrou para a história como a dona da pior avaliação de um governante da cidade, obtendo a reprovação de mais de 97% da população de Ribeirão Preto.
Dárcy Vera e seu vice, Marinho Sampaio (PMDB), foram cassados, pela Justiça Eleitoral de Ribeirão Preto, por abuso de poder político e econômico nas eleições municipais de 2012. No entanto, o processo foi anulado e posteriormente arquivado pelo Tribunal Regional Eleitoral, devido a falhas processuais.
Sampaio renunciou ao seu mandato quando Dárcy Vera foi presa, pois não queria assumir a prefeitura de Ribeirão Preto. Segundo Marinho Sampaio, ele temia ser responsabilizado pessoalmente pelo Tribunal de Contas do Estado (TCE-SP) pelos crimes de responsabilidade cometidos no exercício do governo Dárcy Vera, que teve suas contas de 2012 e 2013 rejeitadas pelo órgão técnico, com confirmação da rejeição por unanimidade pela Câmara Municipal da cidade. Ainda não foram avaliadas as contas referentes aos anos de 2014, 2015 e 2016. Assim, a prefeitura ficou a cargo da vereadora Gláucia Berenice (PSDB), 1ª secretária da Câmara Municipal de Ribeirão Preto, uma vez que o seu presidente, Walter Gomes (PTB) também encontrava-se preso e os 1.º e 2.º vice-presidentes: José Carlos de Oliveira, o Bebé (PSD) e Evaldo Mendonça da Silva, o Giló (PTB) encontravam-se com seus respectivos mandatos suspensos pela justiça devido a "Operação Sevandija" da Polícia Federal.
Gláucia Berenice foi eleita para um mandato tampão de 1.ª Secretária da Câmara Municipal, assumindo interinamente como presidente, e consequentemente como prefeita da cidade, pois a titular do cargo de 1.ª Secretária, vereadora Viviane Alexandre (PPS) também não desejou assumir estas responsabilidades, renunciando ao cargo. Posteriormente a ascensão de Gláucia Berenice ao Palácio Rio Branco (sede da prefeitura de Ribeirão Preto), foi necessário novamente a realização de eleição para 2.º Secretário da Câmara Municipal, pois o titular deste cargo, vereador Capela Novas (PPS), também se encontrava com o mandato suspenso pela justiça. Esta eleição foi vencida pelo vereador Bertinho Scandiuzzi (PSDB), o qual assumiu como 2.º Secretário e consequentemente tomou posse como presidente interino da Câmara Municipal de Ribeirão Preto.

## Segundo Mandato
Dárcy Vera enfrentou grandes problemas à frente da prefeitura em seu segundo mandado. Logo nos primeiros meses de governo teve seu mandato de prefeita cassado pelo juíz Heber Mendes Baptista, acusada de abuso de poder político e econômico. Sua defesa conseguiu anular esta decisão no Tribunal Regional Eleitoral de São Paulo (TRE-SP), alegando nulidades processuais. Além da ameaça de cassação, que a rondou por um bom tempo, greves de servidores, constantes falta d'água e uma quantidade inacreditável de buracos nas ruas foram a marca registrada de seu segundo mandato como prefeita de Ribeirão Preto. A prefeitura enfrentou uma gravíssima crise financeira ao final de seu segundo mandato, e falta de recursos chegou a comprometer seriamente serviços básicos à população. Dárcy Vera havia conseguido a promessa da presidente Dilma Rousseff, com quem tinha bom relacionamento, de R$200 milhões no PAC da mobilidade urbana do Governo Federal, que viablilizariam a construção de viadutos, túneis, corredores de ônibus e ciclovias por toda a cidade até o final de seu mandado, repasse este que, talvez devido ao impeachment da presidente, não chegou a acontecer.
Enfrentou um enorme problema na área da saúde municipal, com casos notáveis, como o da menina Gabriela Zafra, que foi atendida em três postos de saúde, sem êxito, vindo a óbito. Os médicos chegaram a alegar que a garota estava com caxumba, torcicolo, virose, porém não pediram nenhum exame. O mais grave dos casos na saúde municipal de Ribeirão Preto ocorreu em outubro de 2014, quando um homem teve diagnosticado um quadro de gases e, após, teve um rim extraído. Acabou internado em UTI e veio a falecer pouco tempo depois. A família acusa os médicos de negligência. Tal incidente fez com que o secretário municipal de saúde transferisse seu gabinete para dentro da UPA onde esta suposta negligência teria acontecido. Todavia a demora quase insuportável por atendimento médico nos postos de saúde e na UPA, o surto de várias epidemias (como dengue e zica vírus), aliada a falta de remédios e insumos médicos e os atrasos constantes nos repasses financeiros aos hospitais municipais, levaram a saúde pública de Ribeirão Preto ao completo colapso ao final de seu governo.

## Denúncias de Corrupção
Em 1.º de setembro de 2016, a Polícia Federal (PF) e o grupo Grupo de Atuação Especial de Repressão ao Crime Organizado (GAECO) da Polícia Civil iniciaram a Operação Sevandija (denominação de pessoa que vive à custa alheia; parasita) a qual investigava vários núcleos de corrupção dentro da Prefeitura de Ribeirão Preto, que tinham por finalidade o enriquecimento ilícito de agentes públicos, como a própria prefeita Dárcy Vera, além de membros do primeiro escalão de seu governo, os quais comandavam células da organização criminosa em suas respectivas pastas, tais como Marco Antônio dos Santos, na época Secretário Municipal de Administração, Superintendente do Departamento de Água e Esgotos de Ribeirão Preto (DAERP) e da Companhia de Desenvolvimento Econômico de Ribeirão Preto (CODERP) além de presidente do diretório do PSD (Partido Social Democrático) na cidade, e do então Secretário Municipal de Educação de Ribeirão Preto, Angelo Invernizzi Lopes, os quais fraudavam licitações através de direcionamentos, sobrepreços ou ainda pregões fictícios de bens e serviços, os quais eram pagos, porém nunca efetivamente entregues ou prestados (apesar da quitação dos mesmos). Marco Antônio dos Santos e Angelo Invernizzi Lopes foram presos preventivamente dia 1.º de setembro de 2016 e enviados ao Centro de Detenção Provisório de Ribeirão Preto e mais tarde transferidos para a Penitenciária de Tremembé/SP. O Secretário de Governo da época, Layr Luchesi Junior, também foi preso. Outro esquema de desvio de dinheiro público descoberto foi no pagamento fraudulento de honorários advocatícios ao Sindicato dos Servidores Municipais de Ribeirão Preto, por intermédio dos advogados Maria Zuely Alves Librandi e Sandro Rovani da Silveira Neto, além do seu presidente, Wagner Rodrigues. Descobriu-se também um grande número de funcionários contratados pela administração municipal de forma ilegal e com salários superfaturados, por intermédio de uma empresa terceirizada de nome Atmosphera, cujo proprietário, chamado Marcelo Plastino, também foi preso e cometeu suicídio em 25 de novembro de 2016, em seu apartamento, poucos dias após deixar a prisão devido a um habeas corpus. Por fim, ficou demonstrado ainda, através de escutas telefônicas autorizadas pela justiça, a compra de apoio político na Câmara Municipal de Ribeirão Preto por parte de Dárcy Vera, para garantir a ela esta administração fraudulenta do município. Tal investigação levou a suspensão do mandato do presidente da Câmara Municipal de Ribeirão Preto, Walter Gomes (PTB), também posteriormente preso, além dos vereadores Samuel Zanferdini (PSD), Evaldo Mendonça da Silva, o Giló (PTB), Capela Novas (PPS), Genivaldo Gomes (PSD), Cícero Gomes (PMDB), José Carlos de Oliveira, o Bebé (PSD), Maurilio Romano (PP) e Saulo Rodrigues da Silva, o Pastor Saulo (PRB). Todos foram ainda proibidos pela Justiça de entrarem em qualquer prédio público municipal, ou manter qualquer contato com funcionários públicos municipais por qualquer meio. O Ministério Público e a Polícia Federal estimam que o prejuízo aos cofres públicos sofrido pelas fraudes cometidas por estas pessoas sejam superiores a R$ 203 milhões.

### Prisão
Na manhã do dia 2 de dezembro de 2016 Dárcy Vera foi presa preventivamente por ordem do Tribunal de Justiça do Estado de São Paulo e afastada do cargo de prefeita, durante a Operação "Mamãe Noel", deflagrada pela Polícia Federal e pelo Grupo de Atuação Especial de Repressão ao Crime Organizado (GAECO). Dárcy foi presa na casa onde mora, no bairro Ribeirânia, às de 6 horas, e levada à sede da Polícia Federal de Ribeirão Preto, de onde foi transferida para a Superintendência da Polícia Federal de São Paulo, por ter foro privilegiado. No dia 6, Dárcy Vera foi transferida para a Penitenciária Feminina de Sant'Ana, em São Paulo/SP, e posteriormente para o Presídio Feminino Santa Maria Eufrásia Pelletier, em Tremembé/SP, sendo o primeiro chefe do executivo da história de Ribeirão Preto a ser preso durante o exercício do mandato.
Em 14 de dezembro de 2016 a prefeita Dárcy Vera deixou a carceragem da penitenciária feminina de Tremembé, após o ministro do Superior Tribunal de Justiça Sebastião Reis Júnior conceder Habeas corpus liminarmente em seu favor. No entanto, apesar de livrá-la momentaneamente da prisão, a decisão do STJ a manteve afastada do executivo municipal e também a proibiu de ingressar em qualquer prédio público de Ribeirão Preto ou se comunicar com funcionários públicos municipais, medida já adotada contra os nove vereadores afastados acusados de serem cúmplices e partícipes nos esquemas ilícitos imputados ao seu governo.
Na tarde do dia 18 de maio de 2017 o Superior Tribunal de Justiça, em Brasília, julgou e revogou o habeas corpus concedido a Dárcy Vera, por 4 votos a 1. A maioria dos ministros consideraram que manter a ex prefeita em liberdade poderia comprometer a instrução da ação penal e que existia no processo farto conteúdo probatório dos ilícitos. Assim, Dárcy Vera foi novamente presa em sua casa, às 6 horas do dia 19 de maio de 2017 e transferida para o presídio feminino de Guanabara, na cidade de Franca/SP, de onde posteriormente foi transferida novamente ao Presídio Feminino Santa Maria Eufrásia Pelletier, em Tremembé/SP no dia 22 de maio de 2017. Também tiveram seus habeas corpus revogados e voltaram à prisão dia 19 de maio de 2017 o ex secretário da Educação Ângelo Invernizzi Lopes, o ex secretário da Casa Civil Layr Luchesi Júnior, o ex superintendente da Coderp Davi Mansur Cury e o advogado do sindicato dos servidores do município de Ribeirão Preto Sandro Rovani Silveira Neto. O ex vereador Walter Gomes, o ex secretário de Administração e ex superintendente do Daerp Marco Antônio dos Santos e a advogada do sindicato dos servidores Maria Zuely Alves Librandi já estavam e permaneceram presos.
Dárcy Vera foi denunciada pela Procuradoria-Geral de Justiça do Estado de São Paulo, a quem compete processar criminalmente os prefeitos, por corrupção passiva, peculato e associação criminosa. A pedido do Ministério Público, a Justiça também decretou a indisponibilidade dos bens de Dárcy Vera.
Condenação
No dia 05 de setembro de 2018 o juiz Lúcio Ferreira da 4ª Vara Criminal de Ribeirão Preto condenou Dárcy Vera a 18 anos, 09 meses e 10 dias de reclusão no processo dos honorários advocatícios fraudados do Sindicato dos Servidores de Ribeirão Preto. O juiz ainda determinou que ela recorra da sentença presa. Também foram condenados neste processo  Maria Zuely Alves Librandi, a 14 anos e 08 meses de reclusão; e 66 dias-multa; André Hentz, a 14 anos e 08 meses de reclusão; e 66 dias-multa; Sandro Rovani, a 14 anos e 08 meses de reclusão; e 66 dias-multa; Marco Antonio dos Santos, a 18 anos, 09 meses e 10 dias de reclusão e 88 dias-multa; e Wagner Rodrigues, a 11 anos e 50 dias-multa. Dárcy Vera ainda continua respondendo a outros processos criminais.